# Lluçà
Lluçà és un municipi de la comarca del Lluçanès, amb capital a Santa Eulàlia de Puig-oriol. Està situat a l'oest de la regió de l'Alt Ter. De forma allargada, s'estén entre les rieres de Merlès i de Lluçanès llevat del sector de Santa Eulàlia de Puig-oriol i l'apèndix de Borrassers i del mas de la Vila d'Alpens, a llevant, entre les rieres de Lluçanès i Gavarresa.
El 3 de maig de 2023 el municipi, que fins aleshores formava part de la comarca d'Osona, va passar a integrar-se a la nova comarca del Lluçanès.
En són centres històrics el castell de Lluçà i l'antiga parròquia i monestir de Santa Maria de Lluçà, castell i parròquia coneguts des del 905, quan el bisbe Idalguer consagrà l'església de Santa Maria, al peu del castrum de Lucano, topònim registrat al segle x com Lucano, derivat de l'antropònim llatí Lucius (Lluc). Depenien d'aquesta església les petites parròquies del terme del castell i les corresponents sufragànies es repartien les primitives viles o vilars rurals, grans centres d'explotació rural més tard subdividits en molts masos. Alguns d'aquests vilars esdevingueren grans masos, que es mantenen: Torroella, Vilatimó, Canelles, Puig-oriol, Comermada, el Vilaró, Maçaneres, Tordelespà, les Heures, etc.; altres masos importants com el Verdeguer, la Font, la Coma, Gonfaus, Tiratemples, Roca d'En Bosc, etc., s'originaren en èpoques més reculades i prosperaren a partir del segle xv.
El municipi ha estat tradicionalment poc poblat i el tancament de molts dels antics masos no ha estat compensat per la relativa creixença del poble de Santa Eulàlia de Puig-oriol, centre administratiu del terme. A finals del segle xx es van obrir dues noves carreteres de Santa Eulàlia de Puig-oriol a la de Vic a Berga (que s'enllacen a Santa Creu de Jutglar) i de Lluçà a la mateixa carretera (passat Prats de Lluçanès, a la Pedra Dreta) i es va eixamplar i asfaltar la de Santa Eulàlia a Lluçà, mercès a la moderna revalorització i restauració del monestir.
| Entitat de població         | Habitants (2023) |
| Santa Eulàlia de Puig-oriol | 189              |
| Lluçà                       | 103              |
| Font: Idescat               |                  |

## Demografia
| 1497 f | 1515 f | 1553 f | 1717 | 1787 | 1857  | 1877 | 1887 | 1900 | 1910 |
| ------ | ------ | ------ | ---- | ---- | ----- | ---- | ---- | ---- | ---- |
| -      | 14     | 19     | 401  | 352  | 1.023 | 819  | 739  | 613  | 694  |

| 1920 | 1930 | 1940 | 1950 | 1960 | 1970 | 1981 | 1990 | 1992 | 1994 |
| ---- | ---- | ---- | ---- | ---- | ---- | ---- | ---- | ---- | ---- |
| 772  | 834  | 752  | 677  | 613  | 528  | 298  | 281  | 279  | 279  |

| 1996 | 1998 | 2000 | 2002 | 2004 | 2006 | 2008 | 2010 | 2012 | 2014 |
| ---- | ---- | ---- | ---- | ---- | ---- | ---- | ---- | ---- | ---- |
| 272  | 281  | 288  | 269  | 261  | 253  | 255  | 265  | 259  | 257  |

| 2016 | 2018 | 2020 | 2022 | 2024 | 2026 | 2028 | 2030 | 2032 | 2034 |
| ---- | ---- | ---- | ---- | ---- | ---- | ---- | ---- | ---- | ---- |
| 280  | 276  | 276  | 279  | 288  | -    | -    | -    | -    | -    |

## Geografia
- Llista de topònims de Lluçà (orografia: muntanyes, serres, collades, indrets…; hidrografia: rius, fonts...; edificis: cases, masies, esglésies, etc.).

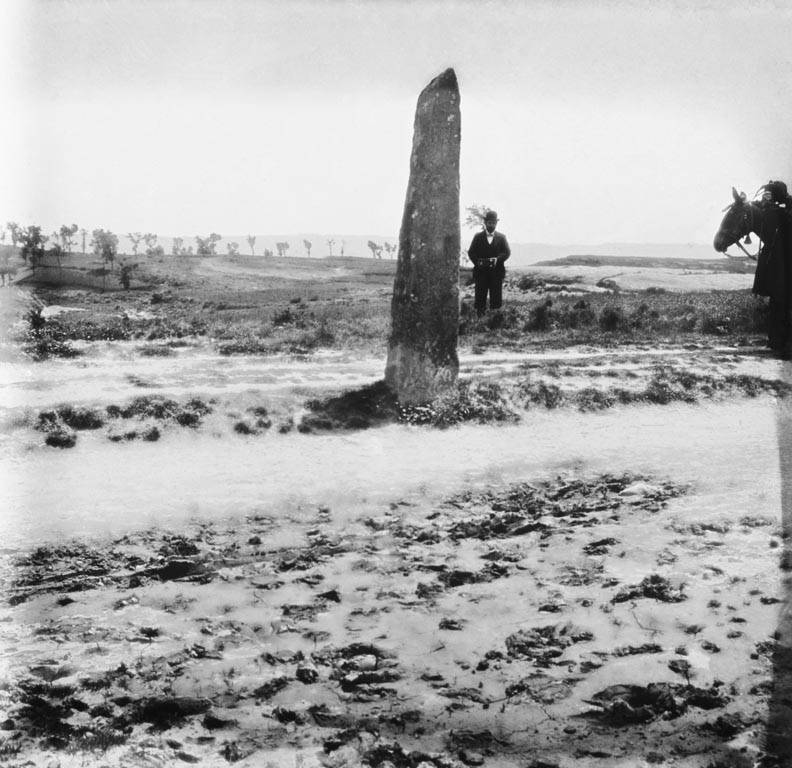
La Pedra Dreta del Grau en una imatge de principis del

## Llocs d'interès
- Restes del castell de Lluçà.
- Ermita romànica de Sant Vicenç del Castell, de planta rodona i amb volta semiesfèrica i un petit absis. Està documentada des del 988, però l'edifici actual data principalment de la reedificació dels segles xi i xii.
- Canònica de Santa Maria de Lluçà, romànica, amb pintures murals gòtiques i una mostra permanent d'art.[3]
- L'ermita de Sant Cristòfol de Borrassers.
- L'ermita de Sant Pere de Grau.
- La Pedra dreta del Grau, un possible menhir.